# Federación Riojana de Fútbol
La Federación Riojana de Fútbol (FRF) es la federación territorial de la Real Federación Española de Fútbol en La Rioja. Fue fundada en 1986, y actualmente se encarga de organizar las competición de fútbol federado aficionado de La Rioja, tanto en la modalidad de fútbol 11, como en fútbol sala, en ambos géneros; masculino y femenino. Además, gestiona los grupos riojanos de ámbito nacional de la Tercera Federación y la Liga Nacional Juvenil dependientes de la RFEF.

## Historia
Tradicionalmente, los conjuntos de fútbol de La Rioja competían dentro de la Federación Navarra de Fútbol, fundada en 1928. Los principales conjuntos riojanos en la etapa previa a la creación de la federación riojana fueron el C. D. Logroñés, el C. D. Calahorra, el Haro Deportivo y el C. D. Alfaro.
En los años 80 dentro de la reorganización de la Tercera División por comunidades autónomas los conjuntos riojanos pasaron del Grupo II al Grupo IV (1980-81), para finalmente ser encuadrados en el Grupo XV (1986-87), compartido con los equipos adscritos a la Federación Navarra de Fútbol.
Coincidiendo con la creación del Grupo XV se fundó la Federación Riojana de Fútbol (FRF) formada por equipos riojanos así como varios equipos burgaleses (C. D. Mirandés, C. D. Ence o Cerezo C. F. entre otros), alaveses (S. D. Oyonesa, C. D. La Puebla, C. F. Laguardia) y navarros (C. At. Vianés, C. D. Mendaviés). Posteriormente, la presencia de conjuntos no riojanos dentro de la federación se fue reduciendo bien por la desaparición de los equipos (C. D. Ence y C. D. La Puebla) o por presiones institucionales (C. D. Mendaviés, C. D. Mirandés.), reduciéndose actualmente a la S. D. Oyonesa (Álava) y C. At. Vianés (Navarra).
La federación navarra y riojana compartirán el grupo XV de Tercera División hasta la temporada 2003-04. Durante las dos siguientes temporadas el grupo se dividió en dos denominándose: Grupo XV-A para Navarra y Grupo XV-B para La Rioja. En la temporada 2006-07 se produjo uno de los principales hitos del fútbol riojano con la creación definitiva de un grupo de Tercera División formado exclusivamente por equipos riojanos, el Grupo XVI.

## Competiciones organizadas

### Fútbol 11

#### Amateur
- Tercera Federación - Grupo XVI
- Regional Preferente
- Copa RFEF - Fase Autonómica
- Copa FRF

#### Juveniles
- División de Honor
- Liga Nacional
- Primera Juvenil
- Segunda Juvenil

#### Cadetes
- Primera Cadete
- Segunda Cadete

#### Infantiles
- Primera Infantil
- Segunda Infantil

#### Alevines
- Alevín 2º año
- Alevín 1º año

#### Benjamín
- Benjamín 2º año
- Benjamín 1º año

#### Fútbol femenino
- Femenino Territorial

### Fútbol-Sala

#### Aficionado
- 2ª División B-Grupo II
- 3ª División-Grupo XX
- Senior
- Copa de La Rioja

#### Juvenil
- División de Honor
- Liga Territorial

#### Cadete
- Cadete

#### Infantil
- Infantil Mixto/Cadete Femenino

## Organización interna

### Junta Directiva
La actual junta directiva del FRF fue elegida en 2016 terminando su mandato en 2020, siendo su actual presidente Jacinto A. Alonso Marañón, que también es director de formación de la RFEF. Junto a Alonso Marañón conforman la junta directiva 3 vicepresidentes, un interventor, un asesor jurídico, un asesor presidencial, 21 vocales, los presidentes de los comités de árbitros, entrenadores y fútbol-sala, un secretario general y un director deportivo.

### Asamblea General
La asamblea general de la FRF se compone de 80 miembros distribuidos por los cuatro estamentos pertenecientes a la federación: clubes (40 miembros), jugadores (24 miembros), entrenadores (8 miembros) y árbitros (8 miembros).

### Comités de Justicia Deportiva
Existen dos comités de competición para la disciplina de fútbol 11, uno para competiciones nacionales y otro para competiciones territoriales; un comité tanto para competiciones nacionales como territoriales de fútbol sala; un comité de apelación para todas las disciplinas federativas y un comité Jurisdiccional y de Conciliación.